# Skujene socken
Skujene socken (lettiska: Skujenes pagasts) är ett administrativt område i Amata kommun i Lettland.